# Brad Beven
Brad Beven né le 18 septembre 1969 à Mirriwini, est un triathlète australien.

## Biographie
Brad Beven  gagne au cours de sa carrière dix-sept épreuves de Coupe du monde (Milton 1991, San Andres et Portaferry 1992, San Sébastien 1993, Amakusa Wilkes-Barres Cleveland Gérardmer San Sébastien Ixtapa 1994, Gérardmer Derry San-Sébastien Gamagori Drummondville et Sydney 1995, Gamagori 1997), ce qui le met en 2014 au premier rang des vainqueurs d'épreuves masculin de cette compétition.

## Palmarès
Le tableau présente les résultats les plus significatifs (podium) obtenus sur le circuit international de triathlon depuis 1990.
| Année | Compétition                         | Pays             | Position | Temps           |
| ----- | ----------------------------------- | ---------------- | -------- | --------------- |
| 1995  | Coupe du monde - Classement Général |                  |          |                 |
| 1995  | Championnat du monde                | Mexique          |          | 1 h 49 min 22 s |
| 1995  | Triathlon de Gérardmer M            | France           |          | Timing          |
| 1994  | Coupe du monde - Classement Général |                  |          |                 |
| 1994  | Championnat du monde                | Nouvelle-Zélande |          | 1 h 51 min 49 s |
| 1994  | Triathlon de Gérardmer M            | France           |          | Timing          |
| 1993  | Coupe du monde - Classement Général |                  |          |                 |
| 1992  | Coupe du monde - Classement Général |                  |          |                 |
| 1990  | Championnat du monde                | États-Unis       |          | 1 h 52 min 10 s |